# Nederlandse Vereniging voor Veganisme
De Nederlandse Vereniging voor Veganisme (NVV) is een Nederlandse belangenvereniging met het doel de veganistische levenswijze te bevorderen. De vereniging is voortgekomen uit de Veganistenkring, die op 8 september 1978 werd opgericht en de eerste Nederlandse organisatie op haar gebied was. Enige tijd later werd de naam veranderd in Vereniging Veganisten Organisatie. In 1987 kreeg de vereniging de naam Nederlandse Vereniging voor Veganisme.
Het statutaire doel van de NVV is de bevordering van een manier van leven, die geheel vrij is van exploitatie van dieren en het bepleiten van een gezonde, geheel plantaardige voeding, ten voordele van mens, dier, plant en milieu. De vereniging is als zodanig tot stand gekomen in Arnhem, waar dan ook aanvankelijk het kantoor gevestigd was. Later hield de vereniging kantoor in Utrecht, wat inmiddels is opgeheven.
Tussen 2012 en 2015 verdrievoudigde het ledenaantal bijna van 650 tot 1891. Bij aanvang van het jaar 2017 telde de NVV 2.100 leden. Aan het einde van 2017 waren er 2.762 leden. Aan het begin van 2024 telde de vereniging ruim 4.100 leden.

## Activiteiten
De NVV geeft het tijdschrift VEGAN Magazine uit. Eerdere namen van dit blad waren Veganismen, Gezond idee!, Vega! en V. Het is ook voor niet-leden los verkrijgbaar, onder meer in biologische winkels.
Tevens organiseert de vereniging de VeganChallenge, een gratis online programma waarbij deelnemers een maand lang proberen een veganistisch dieet te volgen. Daarnaast was de campagne 'Melk, je kan zonder!' een onderdeel van de NVV. 
Verder onderhoudt ze het platform Vegan Wiki met Nederlandse producten die geschikt zijn voor veganisten, en geeft ze het label Vegan Friendly, bestemd voor bedrijven die met hun aanbod bovengemiddeld rekening houden met veganisten, uit. Ook is de NVV het aanspreekpunt voor Nederlandse bedrijven die het Vegan keurmerk van The Vegan Society willen aanvragen voor hun producten. Verder reikt de vereniging jaarlijks de Vegan Awards uit.
In 2023 organiseerde de NVV samen met de Animal Save Nederland de allereerste veganistische kaasmarkt van Nederland.
De NVV onderhoudt een nieuwsbrief, website, webshop met producten en diverse social media accounts. Verder belegt ze jaarlijks een algemene ledenvergadering.